# Ialtris agyrtes
Ialtris agyrtes là một loài rắn trong họ Rắn nước. Loài này được Schwartz & Rossman mô tả khoa học đầu tiên năm 1976.